# Polensky & Zöllner
Polensky & Zöllner (PZ) war ein deutscher Baukonzern mit Hauptsitz in Frankfurt am Main. Das Unternehmen wurde 1880 gegründet und zählte bis zu seinem Konkurs 1987 zu den größten europäischen Betrieben im Bereich Hoch-, Tief- und Ingenieurbau. Neben Niederlassungen in München, Köln, Dortmund, Hannover, Hamburg, Berlin, Salzburg, Wien, Bagdad, Abu Dhabi, Riad und Muscat bestanden Beteiligungen in den USA, Griechenland und Nigeria. Langjährige Vorstandsvorsitzende von Polensky & Zöllner waren der Brückenkonstrukteur Hans Wittfoht sowie der Bauingenieur Hermann Brunner. Einzelne Standorte wurden unter der Bezeichnung Polensky & Zöllner fortgeführt, so besteht heute noch eine Gesellschaft in Abu Dhabi.

## Geschichte

### 1880 – 1918
Am 24. September 1880 gründete Gustav Polensky (1846–1908) in Driesen (heute Drezdenko in Polen) ein Bauunternehmen als Einzelfirma. Er hatte zuvor im Eisenbahn- und Straßenbau gearbeitet und konnte mit seinem Unternehmen auf diesen Gebieten erste Aufträge in den östlichen Provinzen des Deutschen Reiches erfolgreich bewältigen. Auf der Suche nach einem Geschäftspartner überzeugte er den befreundeten Maurermeister August Zöllner (1846 – 1902) davon, einen gemeinsamen Baubetrieb zu eröffnen. 1884 wurde das Einzelunternehmen von Gustav Polensky in die Polensky & Zöllner O.H.G. umgewandelt.
In den Gründerjahren lag der Schwerpunkt vor allem in den Bereichen Erd-, Straßen-, Eisenbahn- und Wasserbau. Der erste Großauftrag, der das Unternehmen überregional bekannt machte, waren zwei Lose des Nord-Ostsee-Kanals mit einer Auftragssumme von 8,5 Mio. Mark. Weitere nennenswerte Großaufträge waren der Bau der Seeschleuse Oldersum an der Ems inkl. eines Deiches und der Vertiefung der Ems sowie der Bau des Bahndamms der Eisenbahnbrücke Hochdonn.
1904 übernahmen Polenskys Söhne Otto (1873–1936) und Gustav jun. (1876–1940) das Unternehmen, 1912 folgte auch Fritz Polensky (1876–1959).

### 1918 – 1945
Nach dem Ersten Weltkrieg erweiterte Polensky & Zöllner sein Leistungsspektrum um den Bereich Beton- und Stahlbetonbau und konzentrierte sich neben seinen bisherigen Schwerpunkten auf größere Infrastrukturprojekte. Zugleich expandierte das Unternehmen durch die Eröffnung von Niederlassungen in München, Köln, Berlin, Magdeburg und Wien und wickelte erfolgreich mehrere große Bauprojekte im Ausland ab (Belgien, Frankreich, Jugoslawien, Rumänien). Zu den wichtigsten Bauprojekten dieser Jahre zählen unter anderem der Mittellandkanal und die Großglockner-Hochalpenstraße (jeweils Abschnitte), der Bau einer Seeschleuse in Dünkirchen, die Saaletalsperre sowie umfangreichen Bahnstrecken und Brücken im gesamten Deutschen Reich, darunter auch am Berliner U- und S-Bahn-Netz.
Zur Zeit des Nationalsozialismus war Polensky & Zöllner zunächst stark am Bau der Autobahnen im gesamten Deutschen Reich beteiligt, später auch am Bau von Bunkern, Flugplätzen sowie am Bau des Westwalls. Zum 1. Januar 1939 wurde das Unternehmen in eine Kommanditgesellschaft umgewandelt. Dabei wurden neben Gustav und Fritz Polensky erstmals mehrere führende Mitarbeiter in den Gesellschafterkreis aufgenommen.
Während des Zweiten Weltkriegs führte die Firma wie alle größeren deutschen Bauunternehmen Aufträge im Rahmen der Organisation Todt im gesamten von der Wehrmacht besetzten Europa aus. Hierzu gehörte z. B. der Bau einzelner Abschnitte der Polarbahn in Norwegen. Eine der größten Baustellen war der Bau des Rüstungsbunkers im Mühldorfer Hart bei Mühldorf am Inn, bei dem mindestens 3076 Arbeiter aus Konzentrations- und Arbeitslagern umkamen (siehe Literatur Peter Müller).

### 1945 – 1987
Nach dem Zweiten Weltkrieg hatte Polensky & Zöllner viele Arbeiter und über die Hälfte der Arbeitsgeräte sowie den Driesener Firmensitz und Niederlassungen in der sowjetischen Besatzungszone verloren. Nach einer provisorischen Firmenzentrale in Lahde wurde 1953 die neue Verwaltung an der Neuen Mainzer Straße in Frankfurt am Main bezogen. In Mühldorf am Inn entstand ein Werk für den Maschinenbau. Später zog die Zentrale vom Frankfurter Zentrum an den Stadtrand nach Fechenheim.
In Folge der Zerstörungen des Zweiten Weltkrieges wurde Polensky & Zöllner nach 1945 auch im Hochbau aktiv. Weitere wichtige Geschäftsbereiche waren der Straßen-, Brücken- und Wasserstraßenbau, der Bau von Talsperren und Speicherwerken, der Bau von Kraftwerken und Industrieanlagen, der Eisenbahnbau und der Bau von U-Bahnen. Damit entwickelte sich Polensky & Zöllner zu einer der führenden Baufirmen Deutschlands. Das Unternehmen war am Bau mehrerer Bauwerke beteiligt, die in ihrer architektonischen Bedeutung prägend waren, unter anderem das Olympiastadion in München, das Westfalenstadion in Dortmund, die Köhlbrandbrücke in Hamburg und das Deutsche-Bank-Hochhaus in Frankfurt am Main. Eine besondere Expertise wurde unter Hans Wittfoht im Brückenbau aufgebaut, was zur Mitarbeit an mehreren komplexen Brückenbauaufträgen führte, unter anderem der Salingsundbrücke und der Farobrücke. Wichtig war dabei die Entwicklung des Freivorbaus, die den Fortschritt bei den Spannbetonbrücken erst ermöglichte. Dabei bestand Rivalität zu Dyckerhoff & Widmann (Ulrich Finsterwalder), sowohl technisch als auch juristisch, und die Entwicklung wurde auch von Fritz Leonhardt und seinem Ingenieurbüro vorangetrieben, so dass Deutschland hier eine führende Stellung erreichte.
Seit Mitte der 1960er Jahre wurde auch die Internationalisierung vorangetrieben. Neben Baustellen im europäischen Ausland (Dänemark, Italien, Jugoslawien, Luxemburg, Niederlande, Schweiz, Tschechoslowakei, Türkei) wurde der Mittlere Osten zu einem der wichtigsten Tätigkeitsfelder (Abu Dhabi, Irak, Oman und Saudi-Arabien). Im Irak war Polensky & Zöllner zeitweise das größte Bauunternehmen. Hinzu kamen Baustellen in Afrika (Libyen, Mauretanien, Nigeria). In den USA bestand seit Anfang der 1980er eine Beteiligung an der Limbach Inc.
1987 musste der Konzern Konkurs anmelden. Auslöser waren die schwache Baukonjunktur im Inland und die starke Abhängigkeit von Bauaktivitäten im Irak, bei denen im Zuge des Irak-Iran-Krieges erhebliche Zahlungsrückstände eingetreten waren.

## Fortführung des Namens
Teile des Konzerns wurden auch nach dem Konkurs unter dem alten Namen fortgeführt. Der Standort Salzburg gehörte zum Maculan-Konzern und bestand bis zu dessen Konkurs 1996. Der Standort Abu Dhabi besteht bis heute als Gesellschaft im Eigentum der Heberger Bau AG.

## Nachfolgeunternehmen
Große Teile der Niederlassung München werden seit 1987 als Brunner + Co Baugesellschaft weitergeführt.
Aus dem Polensky & Zöllner Reparaturwerk Mühldorf entstand 1988 die MBM Maschinenbau Mühldorf GmbH.

## Bauwerke (Auswahl)
| Gebäude - Flughafen Stuttgart (1937) - Bunkergelände im Mühldorfer Hart (1944/45) - Amerika-Gedenkbibliothek (1952–1953) - Fernmeldeturm Heilbronn (1954) - Axel-Springer-Hochhaus (1963–1965) - Europa-Center (1963–1965) - Leuchtturm Wangerooge (1966–1967) Brücken - Talbrücke Oberkirchen (1934–1935) - Siegtalbrücke (1965–1969) - Köhlbrandbrücke (1970–1974) - Aichtalbrücke (1980–1983) Straßen, Tunnels und Kanäle - Innkanal (1920–1923) - Mittellandkanal (1927–1932) - Nord-Süd-Tunnel der S-Bahn Berlin, Nordabschnitt Stettiner Bahnhof (1934–1935) - Albaufstieg (1936–1938, 1955) | Kraftwerke - Koepchenwerk (1928) - Hohenwarte-Stausee (1936–1939) - Kraftwerk Kaprun (1939–1956) - Kraftwerk Goldenberg (1950–1951) - Pumpspeicherwerk Reisach (1952–1954) - Rappbode-Talsperre (1952–1959) - Sylvensteinspeicher (1954–1959) - Kraftwerk Schwarzach (1955–1958) - Wahnbachtalsperre (1955–1957) - Pumpspeicherwerk Geesthacht (1956–1957) - Biggetalsperre (1961–1963) - Pumpspeicherwerk Vianden (1961–1963) - Pumpspeicherwerk Glems (1962–1964) - Kraftwerk Wallsee-Mitterkirchen (1965–1968) - Pumpspeicherwerk Rönkhausen (1965–1967) |